# 李埠口街道
李埠口街道，原名李埠口乡，是中华人民共和国河南省周口市川汇区下辖的一个乡镇级行政单位，2021年撤乡设街道。

## 行政区划
李埠口街道下辖以下地区：
李埠口村、东刘庄村、苑庄村、王保初楼村、赵堤口村、小杨楼村、大杨楼村、姜庄村、孙楼村、苑老家村、苑寨村、钢叉楼村、范营村、王楼东村、苑敢庄村、郭河村、孙堤村、郅楼村、计湾村、后赵庄村、大段庄村和后杨村。